# Chishang
Chishang (kinesiska: 池上镇, 池上) är en köping i Kina. Den ligger i provinsen Shandong, i den östra delen av landet, omkring 100 kilometer öster om provinshuvudstaden Jinan. Antalet invånare är 17561. Befolkningen består av 8 856 kvinnor och 8 705 män. Barn under 15 år utgör 12,0 %, vuxna 15-64 år 73 %, och äldre över 65 år 13,0 %.
Genomsnittlig årsnederbörd är 865 millimeter. Den regnigaste månaden är juli, med i genomsnitt 304 mm nederbörd, och den torraste är januari, med 8 mm nederbörd.